# Língua protorromena

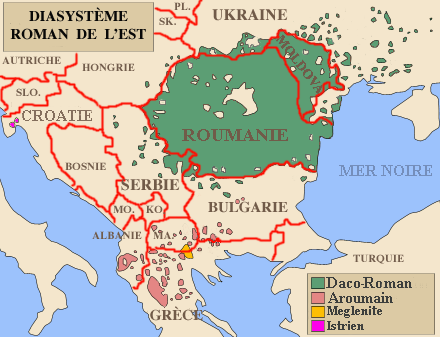
Línguas românicas orientais.

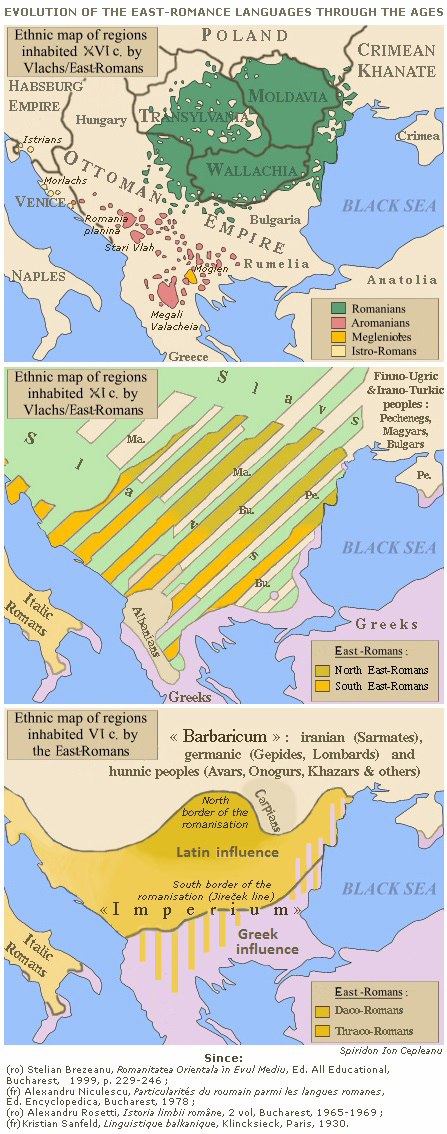
Evolução das línguas românicas orientais e dos territórios valacos do século VI ao século XVI.

Proto-romeno (também conhecido como '"romeno comum"', română comună, romeno antigo ou străromâna) é uma língua românica que evoluiu do latim vulgar e foi falada pelos ancestrais dos atuais romenos e os povos latinos dos Bálcãs (valacos) antes de ca. 900. No século IX o proto-romeno já tinha uma estrutura muito distinta das outras línguas românicas, com grandes diferenças na gramática, morfologia e fonologia e já era um membro da área linguística balcânica. Muitas de suas características podem ser encontradas nas línguas românicas orientais. Continha ca. de uma centena de empréstimos das línguas eslavas, bem como da língua grega via latim vulgar. De acordo com a teoria romena, foi dividida nas seguintes línguas modernas e seus dialetos: língua romena, romeno meglesita, língua arromena e língua istrorromena.
A ocupação romana levou a um sincretismo romano-trácio, que resultou na latinização de muitas tribos trácias que estavam na borda da esfera de influência latina, finalmente ocasionando na possível extinção da língua daco-trácia (a não ser, é claro, o albanês que é seu descendente), embora traços estiveram ainda presentes no substrato romano oriental. Começando no século II, o latim falado nas províncias danúbias começa a mostrar suas próprias características distintas, separado do resto das línguas românicas, incluindo aqueles dos Bálcãs Ocidentais (dálmata). O período trácio-romano da língua romena é geralmente delimitado entre o século II (ou antes, via influência cultural dos laços econômicos) e o século VI ou século VII. É dividido, por sua vez, em dois períodos, com a divisão caindo aproximada no século III-IV. A Academia Romena considera o século V como a data mais recente quando as diferenças entre o latim balcânico e o latim ocidental poderiam ter aparecido, e que entre os século V-VIII, esta nova língua - romena - mudou do discurso latino, para um idioma neolatino vernacular, chamado română comună.

## Primeira amostra da língua romena
Referindo-se a este período, de grande debate e interesse no episódio chamado "Torna Torna Fratre". Na Historia de Teofilato Simocata (ca. 630), o autor menciona a palavra "τóρνα, τóρνα". O contexto desta menção em uma expedição bizantina durante as campanhas de Maurício no ano 587, liderada pelo general Comencíolo no Hemo, contra os ávaros. O sucesso da campanha foi comprometido por um acidente: durante a marcha noturna...
| “ | uma besta de carga tinha sacudido sua carga. Aconteceu quando seu mestre estava marchando na frente dele. Mas os que vinham atrás viram o animal arrastando sua carga depois dele, gritaram para o mestre se virar e arrumar a carga. Bem, este evento foi o motivo de grande agitação no exército, e iniciou-se uma fuga para trás, porque o grito era conhecido do público: as mesmas palavras eram também um sinal, e parece significar "correr", como se os inimigos tivessem aparecido nas proximidades mais rapidamente do que poderiam ter imaginado. Houve um grande tumulto na tropa, e um monte de barulho; todos estavam gritando e incitando os outros a voltar, chamando com grande agitação na língua do país deles "torna, torna", como se uma batalha de repente tivesse começado no meio da noite. | ” |

Quase dois séculos após Teofilacto, o mesmo episódio é recontado por outro cronista bizantino, Teófanes, o Confessor, em sua Cronografia (ca. 810-814). Ele menciona as palavras "τόρνα, τόρνα, φράτρε" (torna, torna fratre; "volta, volta irmão"):
| “ | "Uma besta de carga havia jogado fora sua carga, e alguém gritou para seu mestre para recompô-la, dizendo na linguagem dos pais deles/da terra: torna, torna, fratre. O mestre do animal não ouviu o grito, mas o povo ouviu, e acreditando que eles estavam sendo atacados pelo inimigo, começou a correr, gritando alto: torna, torna. | ” |

O primeiro a identificar as excertos como exemplos do romeno inicial foi Johann Thunmann em 1774. Desde então, uma debate entre estudiosos está em curso para identificar se a língua em questão é um exemplo do romeno inicial, ou apenas um comando bizantino (de origem latina, como aparece torna no Estratégico de Maurício), e com fratre usado como uma forma coloquial de trato entre os soldados bizantinos. O principal debate girava em tornou das expressões "ἐπιχώριoς γλoσσα" (epichorios glossa - Teofilato) e "πάτριoς φωνή" (patrios fone - Teófanes), e o que realmente significam.
Uma contribuição importante para o debate foi a descoberta por Nicolae Iorga em 1905 da dualidade do termo torna no texto de Teofilato: a gritar para chamar a atenção do mestre do animal (na linguagem do país), e o equívoco deste pela maior parte do exército como um comando militar (devido à semelhança com o comando militar latino). Iorga considera o exército como sendo composto de auxiliares (τολδον) trácios romanizados - falando πιχωρί τε γλώττ (a "língua do país"/"linguagem de seus pais deles/dos nativos") - e de bizantinos (uma mista de etnicidades usando palavras bizantinas de origem latina como termos de comandos oficiais, como atestado no Strategicon). Este ponto de vista foi depois apoiado pelo historiador grego A. Keramopoulos (1939), bem como por Al. Philippide (1925), que consideraram que a palavra torna poderiam não ser entendida apenas como um comando militar, porque era, tal como suportado pelas crônicas, uma palavra "do país", e pelo ano 600, a maior parte do exército bizantino foi ressuscitado com mercenários bárbaros e a população românica da península Balcânica. Começando na segunda metade do século XX, muitos estudiosos romenos consideram como uma amostra da língua romena inicial, uma visão com apoiadores tais como Al. Rosetti (1960), Petre Ș. Năsturel (1966) e I. Glodariu (1964).